# Escala de Ringelmann

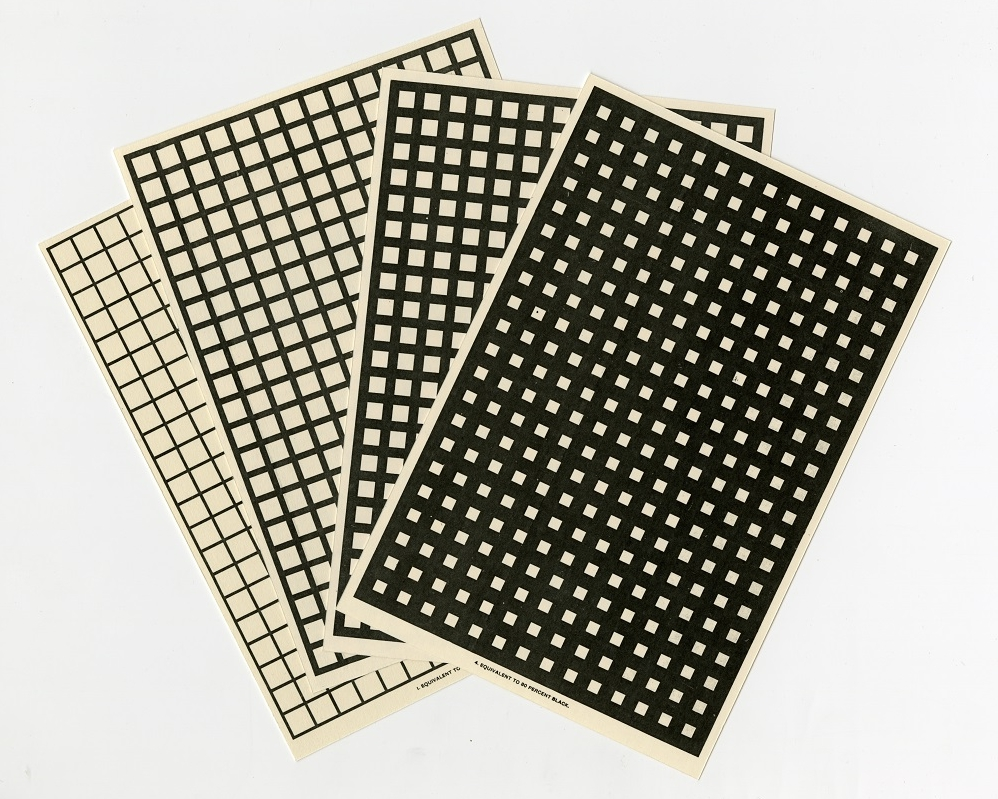
Cartulinas para utilizar la escala Ringelmann (índices 2 a 5)

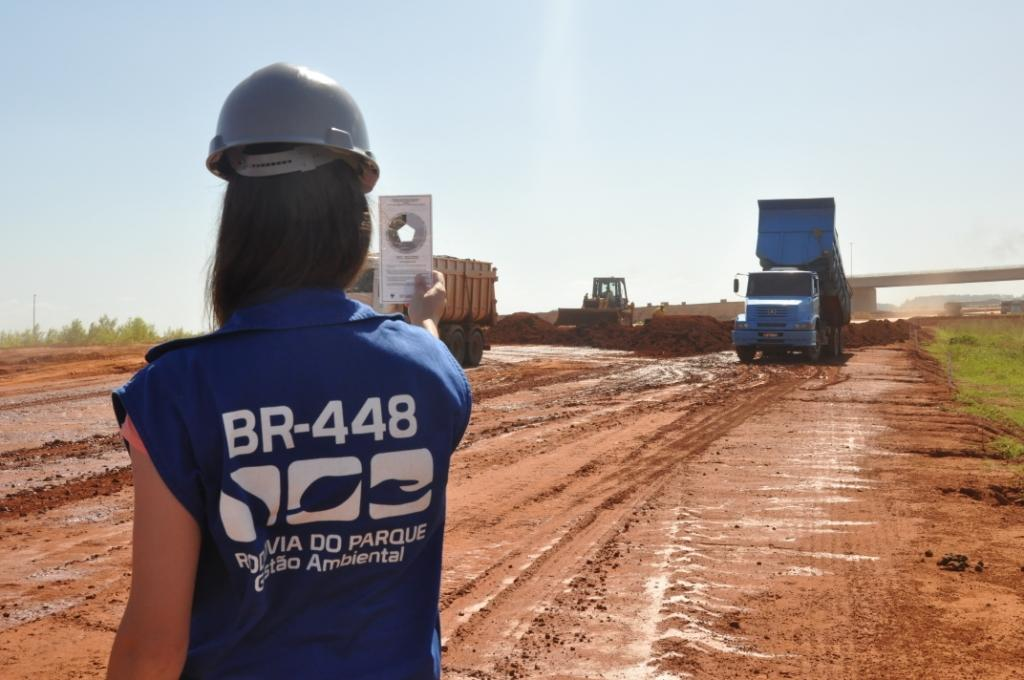
Utilizaciónd de la escala Ringelmann durante la pavimentación de una carretera

La escala de Ringelmann se utiliza para medir las partículas sólidas que emite al ambiente una producción industrial a través de la chimenea.
Con este fin se mide la opacidad del penacho de una chimenea, para ello se compara visualmente el color del penacho con unas serie de 6 tarjetas cuyo color varía desde el blanco al negro absoluto, proporcionando así los índices correspondientes a los siguientes porcentajes 0 (coincide con la cartulina blanca), 20, 40, 60, 80 y 100% (negro absoluto).
La denominación de esta escala reconoce la iniciativa del Profesor Maximillian Ringelmann que comenzó a utilizar este método en París en 1898 para medir las emisiones de humo negro de las calderas que utilizaban carbón de piedra como combustible. Para los índices 2 a 4 se utilizan tarjetas blancas sobre las que se imprime una retícula de líneas negras con las siguientes características
| Índice | Grosor de la línea | cuadrados en blanco | Opacidad equivalente |
| ------ | ------------------ | ------------------- | -------------------- |
| 2      | 1,0 mm             | 9,0 mm de lado      | 20%                  |
| 3      | 2,3 mm             | 7,7 mm de lado      | 40%                  |
| 4      | 3,7 mm             | 6,3 mm de lado      | 60%                  |
| 5      | 5,5 mm             | 4,5 mm de lado      | 80 %                 |

Los datos obtenidos tienen limitaciones evidentes. La aparente oscuridad del humo depende de la concentración de las partículas en el efluente, el tamaño de partícula, la profundidad de la columna de humo a observar y las condiciones de iluminación natural, como la dirección del sol hacia el observador. Por otra parte la precisión de las tarjetas depende de la calidad del papel y de la impresión. Por ello, se han propuesto distintos modos de obtener las cartulinas que componen la escala; por ejemplo, la versión estándar británica de 1969 (BS2742: 1969) alteró la especificación de Ringelmann para dar un cuadro similar, en papel moderno con tinta moderna, a la probable aparición de cuadros producidos en papel anterior, posiblemente más oscuro, con tinta más pálida. Desde entonces ha sido reemplazado por BS2742: 2009. Además se han desarrollado aparatos que miden el índice de emisión de humo negro mediante tecnología informática.
La escala de Ringelmann es empleada en la mayor parte de la legislación ambiental de la mayor de los países incluye en sus especificaciones la utilización de al escala de Ringelmann. Por ejemplo en España es uno de los índices empleados por el Decreto 833/1975